# Przekładalność perspektyw
Przekładalność perspektyw w interakcjonizmie symbolicznym to założenie, że w trakcie interakcji aktor społeczny stawia się w sytuacji drugiej jednostki, z którą wchodzi w interakcje i jest w stanie zrozumieć sens jej działania. W szerszym rozumieniu przekładalność perspektyw oznacza umiejętność rozpoznawania i przyjmowania roli osoby, z którą dany aktor społeczny wchodzi w interakcje. Dzięki temu możliwy jest konsens społeczny oraz w ujęciu makrospołecznym ład społeczny.